# André Chavet
André Chavet (Saint-Étienne, 13 luglio 1930 – Arthun, 6 giugno 2005) è stato un cestista francese.

## Carriera
Con la Francia ha disputato i Giochi olimpici di Helsinki 1952 e i Campionati europei del 1959.